# Нефтеперерабатывающая промышленность России

Динамика производства бензина в России в 1992—2008 годах, в млн тонн

Нефтеперераба́тывающая промы́шленность Росси́и — отрасль российской промышленности, часть нефтяной промышленности России.
В 2009 году в России действовали 32 крупных нефтеперерабатывающих предприятия с общей мощностью по переработке нефти 262,2 млн тонн (в 2012 году 262,65 млн тонн), а также 80 мини-НПЗ с общей мощностью переработки 11,3 млн тонн.
По состоянию на конец 2020 года, по данным Минэнерго России, на территории страны функционируют 74 НПЗ и ГПЗ суммарной мощностью первичной переработки нефти 332,2 млн тонн в год, при этом объём нефтепереработки в 2020 году по сравнению с 2019 годом снизился на 5,4 % и составил 270 млн тонн.

## История

Динамика первичной переработки нефти в России в 1992—2008 годах, в млн тонн

Большинство нефтеперерабатывающих заводов на территории России были построены в первые два десятилетия после Великой Отечественной войны: с 1945 по 1965 годы было введено 16 заводов, около половины из ныне действующих.
За период экономических реформ 1990-х годов в нефтепереработке и нефтехимических отраслях произошло значительное сокращение объёма производства. Из-за резкого сокращения внутреннего потребления нефти при суммарных мощностях по первичной её переработке 296 млн тонн в год в 2000 году фактически было переработано 168,7 млн тонн, то есть загрузка нефтеперерабатывающих заводов упала до 49,8 %.
Это обусловило низкую глубину переработки нефти и низкое качество выпускавшихся нефтепродуктов. Глубина переработки нефти в 1999 году составила в среднем по России 67,4 %, и только на Омском НПЗ она достигла 81,5 %, приблизившись к стандартам западноевропейских стран и США.
Во второй половине 2000-х наметилась обнадёживающая тенденция. Признаком улучшения ситуации явилось существенное увеличение инвестиций в нефтепереработку. Так, за 2006 год они выросли на 11,7 %, составив 40 млрд рублей. За период 2005—2012 год было инвестировано около 1 трлн рублей, проводилась модернизация производств Растёт и внутренний спрос на нефтепродукты.
Глубина переработки нефти за период с 2005 по 2006 выросла с 67,6 до 71,3 %, а к 2018 — до 83,4 %. После 2005 года на ряде НПЗ введены в строй комплексы глубокой переработки нефти.
В октябре 2010 года председатель правительства России В. В. Путин сообщил о принятом правительством решении запретить подключение к магистральным нефтепроводам новых НПЗ, глубина переработки у которых меньше 70 %. Путин сообщил, что в России в настоящее время имеются около 250 мини-НПЗ с глубиной переработки около 40 %. После распада СССР в России к 2012 году было построено 5 новых нефтеперерабатывающих предприятий общей мощностью около 14 млн тонн.
В последующие годы российская нефтеперерабатывающая промышленность продолжала развиваться. С 2011 года в перерабатывающие производства было инвестировано более 2 трлн рублей. Это позволило запустить 95 млн тонн вторичных мощностей. Выход светлых продуктов с 2011 по 2017 год увеличился на 6 % и составил 62 %.
По состоянию на конец 2020 года, по данным Минэнерго России, на территории страны функционировали 74 НПЗ и ГПЗ суммарной мощностью первичной переработки нефти 332,2 млн тонн в год, при этом объём нефтепереработки в 2020 году по сравнению с 2019 годом снизился на 5,4 % и составил 270 млн тонн.

### Результаты 2008—2020[10][11]
Добыча нефти с конденсатом выросла более чем на 14 %.
Объём первичной переработки нефти по РФ с 2008 года по 2019 год увеличился на 21,2 %. В 2008 году по России объём первичной переработки нефти составлял 235 634,2 тыс. т, в 2019 году 285 315,6 тыс. тонн, в 2020 году он снизился до 270 000 тыс.тонн.
Глубина переработки нефти по итогам 2020 года увеличилась на 13,5 %, до 84 %. Глубина переработки нефти на НПЗ России до 2008 года в среднем находилась на уровне 74 %, в европейских странах — на уровне 85 %, в США — 95-96 %.
Выход светлых нефтепродуктов по итогам 2020 года увеличился на 8,2 %, до 61,7 %. В 2008 году выход светлых нефтепродуктов на НПЗ России составлял около 57 %, для сравнения в Западной Европе — 72 % и в США — 82 %.

## Объёмы производства и потребления по основным товарным группам
|                                | 2010         | 2010    | 2010   | 2010        | 2011         | 2012         | 2013         | 2014         | 2015         | 2016         | 2017         | 2018         | 2019         | 2020         | 2021         | 2022         | 2023         | 2024         |
| Виды продукции                 | Производство | Экспорт | Импорт | Потребление | Производство | Производство | Производство | Производство | Производство | Производство | Производство | Производство | Производство | Производство | Производство | Производство | Производство | Производство |
| ------------------------------ | ------------ | ------- | ------ | ----------- | ------------ | ------------ | ------------ | ------------ | ------------ | ------------ | ------------ | ------------ | ------------ | ------------ | ------------ | ------------ | ------------ | ------------ |
| Бензин автомобильный, млн.тонн | 36           | 3.5     | 0.5    | 33          | 36.8         |              |              |              | 51,4         | ~40,2        |              | 39,1         | 40,2         | 38,4         | 40,8         | 42,58        | 44,0         | 41,1         |
| Дизельное топливо, млн.тонн    | 69.9         | 41.5    | 0.5    | 28.9        | 70.2         | 69,598       |              | 77,2         | 76,1         | 76,1         | 76,83        | 77,5         | 83,4         | 77,9         | 80,33        | 85,14        | 88,2         | 81,6         |
| Мазут, млн.тонн                | 77.7         | 72      | 0.9    | 6.6         | 72.9         |              |              | 80,92        | 72,14        | 61,0         |              | 49,2         | 45,9         | 40.9         | более 40     | 40,4         | 42,3         |              |
| Авиакеросин, млн. тонн         | 9.0          |         |        |             | 9.24         | 10.02        | 10,4         | 11,16        | 9,73-9,75    | 9,62         |              | ~12,7        |              | 10.4         |              | 10,66        | 10,841       |              |

В таблице ниже указаны крупнейшие предприятия по продуктам нефтепереработки.
| Товарные группы                   | Крупнейшие предприятия                                                                                          |
| --------------------------------- | --- |
| Первич. переработка нефти, тыс. т | Омский НПЗ, Московский НПЗ, Новоуфимский НПЗ, Рязанский НПЗ, Ангарский НПЗ, Новокуйбышевский НПЗ, Киришский НПЗ |
| Бензин автомобильный, тыс. т      | Новоуфимский НПЗ, Омский НПЗ, Новокуйбышевский НПЗ                                                              |
| Дизельное топливо, тыс. т         | Омский НПЗ, Киришский НПЗ, Хабаровский НПЗ                                                                      |
| Мазут топочный, тыс. т            | Ярославнефтеоргсинтез, Киришский НПЗ, Рязанский НПЗ                                                             |

## Список нефтеперерабатывающих предприятий России
Реестр НПЗ России, включая строящиеся и проектируемые, ведётся Министерством энергетики РФ. По состоянию на 1 февраля 2023 года в нём было указано 86 НПЗ. Из них введёнными в эксплуатацию считаются 36, строящимися и реконструируемыми — 8, проектируемыми — 42.
| НПЗ                                | Контролирующий акционер                                   | Мощности по переработке (млн.тонн) | Глубина переработки, (д.ед.) | Федеральный округ  | Субъект РФ              | Год ввода в эксплуатацию |
| ---------------------------------- | --------------------------------------------------------- | ---------------------------------- | ---------------------------- | ------------------ | ----------------------- | ------------------------ |
| Омский НПЗ                         | Газпром нефть                                             | 21.0                               | 0.991                        | Сибирский ФО       | Омская область          | 1955                     |
| Киришинефтеоргсинтез               | Сургутнефтегаз                                            | 20.1                               | 0.648                        | Северо-Западный ФО | Ленинградская область   | 1966                     |
| Рязанский НПЗ                      | Роснефть                                                  | 17.1                               | 0.743                        | Центральный ФО     | Рязанская область       | 1960                     |
| Лукойл-Нижегороднефтеоргсинтез     | Лукойл                                                    | 17.0                               | 0.777                        | Приволжский ФО     | Нижегородская область   | 1958                     |
| Ярославнефтеоргсинтез              | Славнефть (50 % Газпромнефть, 50 % Роснефть)              | 15.72                              | 0.667                        | Центральный ФО     | Ярославская область     | 1961                     |
| Лукойл-Волгограднефтепереработка   | Лукойл                                                    | 14.5                               | 0.966                        | Южный ФО           | Волгоградская область   | 1957                     |
| Лукойл-Пермьнефтеоргсинтез         | Лукойл                                                    | 13.1                               | 0.975                        | Приволжский ФО     | Пермский край           | 1958                     |
| Московский НПЗ                     | Газпром нефть                                             | 10.5                               | 0.84                         | Центральный ФО     | г. Москва               | 1938                     |
| Ангарская нефтехимическая компания | Роснефть                                                  | 10.2                               | 0.885                        | Сибирский ФО       | Иркутская область       | 1955                     |
| Газпром нефтехим Салават           | Газпром                                                   | 10.0                               | 0.956                        | Приволжский ФО     | Республика Башкортостан | 1952                     |
| Башнефть-Уфанефтехим               | Башнефть                                                  | 9.5                                | 0.977                        | Приволжский ФО     | Республика Башкортостан | 1957                     |
| Туапсинский НПЗ                    | Роснефть                                                  | 9.03                               | 0.654                        | Южный ФО           | Краснодарский край      | 1929                     |
| Танеко                             | Татнефть                                                  | 8.7                                | 0.991                        | Приволжский ФО     | Республика Татарстан    | 2011                     |
| Комсомольский НПЗ                  | Роснефть                                                  | 8.3                                | 0.988                        | Дальневосточный ФО | Хабаровский край        | 1942                     |
| ТАИФ-НК                            | ТАИФ                                                      | 8.3                                | 0.795                        | Приволжский ФО     | Республика Татарстан    | 2002                     |
| Новокуйбышевский НПЗ               | Роснефть                                                  | 7.9                                | 0.741                        | Приволжский ФО     | Самарская область       | 1951                     |
| Тюменский НПЗ                      | ООО «Русинвест»                                           | 7.5                                | 0.995                        | Уральский ФО       | Тюменская область       | 2006                     |
| Башнефть-УНПЗ                      | Башнефть                                                  | 7.5                                | 0.644                        | Приволжский ФО     | Республика Башкортостан | 1938                     |
| Ачинский НПЗ                       | Роснефть                                                  | 7.5                                | 0.703                        | Сибирский ФО       | Красноярский край       | 1982                     |
| Ново-Уфимский НПЗ (Новойл)         | Башнефть                                                  | 7.1                                | 0.879                        | Приволжский ФО     | Республика Башкортостан | 1951                     |
| Афипский НПЗ                       | Сафмар                                                    | 7.02                               | 0.807                        | Южный ФО           | Краснодарский край      | 1963                     |
| Саратовский НПЗ                    | Роснефть                                                  | 7.0                                | 0.805                        | Приволжский ФО     | Саратовская область     | 1934                     |
| Сызранский НПЗ                     | Роснефть                                                  | 7.0                                | 0.798                        | Приволжский ФО     | Самарская область       | 1942                     |
| Куйбышевский НПЗ                   | Роснефть                                                  | 7.0                                | 0.662                        | Приволжский ФО     | Самарская область       | 1945                     |
| Орскнефтеоргсинтез                 | Сафмар                                                    | 6.6                                | 0.881                        | Приволжский ФО     | Оренбургская область    | 1935                     |
| Ильский НПЗ                        | Кубанская нефтегазовая компания                           | 6.6                                | 0.59                         | Южный ФО           | Краснодарский край      | 2002                     |
| Новошахтинский ЗНП                 | Петон                                                     | 5.0                                | 0.993                        | Южный ФО           | Ростовская область      | 2009                     |
| Хабаровский НПЗ                    | Независимая нефтегазовая компания                         | 5.0                                | 0.689                        | Дальневосточный ФО | Хабаровский край        | 1936                     |
| Ухтинский НПЗ                      | Лукойл                                                    | 4.2                                | 0.88                         | Северо-Западный ФО | Республика Коми         | 1934                     |
| Сургутский ЗСК                     | Газпром                                                   | 4.0                                | н.д.                         | Уральский ФО       | ХМАО-Югра               | 1993                     |
| Славянский НПЗ                     | Славянск ЭКО                                              | 3.99                               | 0.74                         | Южный ФО           | Краснодарский край      | 2013                     |
| Яйский НПЗ                         | ЗАО «НефтеХимСервис»                                      | 3.3                                | 0.989                        | Сибирский ФО       | Кемеровская область     | 2013                     |
| Астраханский ГПЗ                   | Газпром                                                   | 3.3                                | н.д.                         | Южный ФО           | Астраханская область    | 1986                     |
| Краснодарский НПЗ                  | Сафмар                                                    | 3.1                                | 0.736                        | Южный ФО           | Краснодарский край      | 1911                     |
| Нижневартовское НПО                | Роснефть                                                  | 1.58                               | н.д.                         | Уральский ФО       | ХМАО-Югра               | 1998                     |
| Марийский НПЗ                      | агентство «Долговой центр»                                | 1.44                               | 0.938                        | Приволжский ФО     | Республика Марий Эл     | 1998                     |
| Анжерский НПЗ                      | ЗАО «НефтеХимСервис»                                      | 1.2                                | 0.62                         | Сибирский ФО       | Кемеровская область     | 2010                     |
| Усинский НПЗ                       | ООО «Енисей»                                              | 1.0                                | 0.54                         | Северо-Западный ФО | Республика Коми         | 2011                     |
| НПЗ «Дитэко»                       | ООО МФЦ «Капитал»                                         | 0.9                                | 0.5                          | Сибирский ФО       | Иркутская область       | 2011                     |
| Коченёвский НПЗ                    | ООО "ВПК-Ойл"                                             | 0.72                               | 0.96                         | Сибирский ФО       | Новосибирская область   | 2007                     |
| Николаевский НПЗ                   | ООО «Самаратранснефть-терминал»                           | 0.5                                | 0.87                         | Приволжский ФО     | Самарская область       | 2014                     |
| Итатский НПЗ                       | ООО «Кузнецкий уголь»                                     | 0.47                               | 0.85                         | Сибирский ФО       | Кемеровская область     | 2006                     |
| Новоуренгойский ЗПКТ               | Газпром                                                   | 0.35                               | н.д.                         | Уральский ФО       | ЯНАО                    | 1985                     |
| Стрежевской НПЗ                    | Томскнефть                                                | 0.33                               | н.д.                         | Сибирский ФО       | Томская область         | 1999                     |
| Кособродский нефтебитумный завод   | ООО «Финансовые инновации» (50%) ООО «Энергосервис» (50%) | 0.2                                | 0.55                         | Уральский ФО       | Курганская область      | 2009                     |

## Владельцы нефтеперерабатывающих предприятий
Нефтеперерабатывающая промышленность в России в большой степени консолидирована. Около 90 % мощностей по переработке нефти находится под контролем 9 вертикально интегрированных нефтегазовых компаний (ВИНК).
| Контролирующий акционер         | Число предприятий | Мощности по переработке (млн.тонн) |
| ------------------------------- | ----------------- | ---------------------------------- |
| Роснефть                        | 10                | 82.6                               |
| Лукойл                          | 4                 | 48.8                               |
| Газпром нефть                   | 2                 | 31.5                               |
| Башнефть                        | 3                 | 24.1                               |
| Сургутнефтегаз                  | 1                 | 20.1                               |
| Газпром                         | 4                 | 17.7                               |
| Славнефть                       | 1                 | 15.7                               |
| Сафмар                          | 2                 | 10.1                               |
| Татнефть                        | 1                 | 8.7                                |
| ТАИФ                            | 1                 | 8.3                                |
| ООО «Русинвест»                 | 1                 | 7.5                                |
| Кубанская нефтегазовая компания | 1                 | 6.6                                |
| ФортеИнвест                     | 1                 | 6.6                                |
| Прочие                          | 13                | 24                                 |
| Итого:                          | 45                | 312.3                              |

## Распределение нефтеперерабатывающих предприятий по регионам

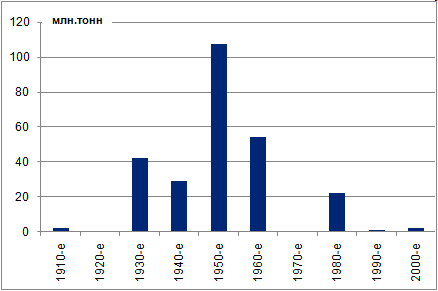
Ввод нефтеперерабатывающих мощностей в России по годам

В советское время, когда были введены в действие основные нефтеперерабатывающие мощности России, при выборе площадок для размещения НПЗ руководствовались двумя факторами: близостью к районам потребления нефтепродуктов и сокращением общих затрат на транспортировку нефти. В связи с этим ряд НПЗ был построен в районах добычи нефти.
НПЗ в Рязанской, Ярославской и Нижегородской областях были ориентированы на Центральный экономический район (СССР); в Ленинградской области — на Ленинградский промузел; в Краснодарском крае — на густозаселенный Северо-Кавказский район, в Омской области и Ангарске — на потребности Сибири. Остальные НПЗ были построены в районах добычи нефти. До конца 60-х годов главным нефтедобывающим районом СССР было Урало-Поволжье, поэтому с целью переработки добываемой нефти в Башкирии, Самарской (ранее Куйбышевской) и Пермской областях был построено несколько НПЗ, обеспечивавших потребление как в данных регионах, так и в других районах России, а также в союзных республиках бывшего СССР.
| Федеральный округ  | Регион                  | Мощности по переработке (млн. тонн)/кол-во НПЗ |
| ------------------ | ----------------------- | ---------------------------------------------- |
| Приволжский ФО     | Республика Башкортостан | 34.1/4                                         |
| Приволжский ФО     | Самарская область       | 22.4/4                                         |
| Приволжский ФО     | Республика Татарстан    | 17/2                                           |
| Приволжский ФО     | Нижегородская область   | 17/1                                           |
| Приволжский ФО     | Пермская область        | 13.1/1                                         |
| Приволжский ФО     | Саратовская область     | 7/1                                            |
| Приволжский ФО     | Оренбургская область    | 6.6/1                                          |
| Приволжский ФО     | Республика Марий Эл     | 1.44/1                                         |
| Приволжский ФО     | Итого:                  | 118.64/15                                      |
| Центральный ФО     | Рязанская область       | 17.1/1                                         |
| Центральный ФО     | Ярославская область     | 15.72/1                                        |
| Центральный ФО     | Москва                  | 10.5/1                                         |
| Центральный ФО     | Итого:                  | 43.32/3                                        |
| Сибирский ФО       | Омская область          | 21/1                                           |
| Сибирский ФО       | Иркутская область       | 10.2/1                                         |
| Сибирский ФО       | Красноярский край       | 7.5/1                                          |
| Сибирский ФО       | Кемеровская область     | 4.97/3                                         |
| Сибирский ФО       | Итого:                  | 43.67/6                                        |
| Южный ФО           | Краснодарский край      | 29.74/5                                        |
| Южный ФО           | Волгоградская область   | 14.5/1                                         |
| Южный ФО           | Ростовская область      | 5/1                                            |
| Южный ФО           | Астраханская область    | 3.3/1                                          |
| Южный ФО           | Итого:                  | 52.54/8                                        |
| Северо-Западный ФО | Ленинградская область   | 20.1/1                                         |
| Северо-Западный ФО | Республика Коми         | 4.2/1                                          |
| Северо-Западный ФО | Итого:                  | 24.3/2                                         |
| Дальневосточный ФО | Хабаровский край        | 13.3/2                                         |
| Уральский ФО       | Тюменская область       | 7.5/1                                          |
| Уральский ФО       | ХМАО                    | 5.58/2                                         |
| Уральский ФО       | ЯНАО                    | 0.35/1                                         |
| Уральский ФО       | Итого:                  | 13.43/4                                        |
| Итого:             | Итого:                  | 309.2/40                                       |

## Законодательное регулирование

### Федеральные законы
- Федеральный закон "О промышленной безопасности опасных производственных объектов" от 21.07.1997 N 116-ФЗ
- Закон РФ "О недрах" от 21.02.1992 N 2395-1
- Федеральный закон "Об охране окружающей среды" от 10.01.2002 N 7-ФЗ

### Подзаконные акты и нормативные документы
- Постановление Госгортехнадзора РФ от 29.05.2003 N 44 "Об утверждении Правил промышленной безопасности для нефтеперерабатывающих производств"
- Приказ Министерства энергетики Российской Федерации от 30 сентября 2003 года N 393 «Об утверждении Методических рекомендаций по разработке технологического регламента на производство продукции нефтеперерабатывающей промышленности»

### Стратегические документы
Энергетическая стратегия Российской Федерации на период до 2030 года